# دافنه دوموریه
دام دافنه دو موریه، بانو براونینگ (به انگلیسی: Dame Daphne du Maurier, Lady Browning) (متولد ۱۳ مه، ۱۹۰۷ در لندن – ۱۹ آوریل، ۱۹۸۹) که بیش‌تر با نام دافنه دوموریه (Daphne du Maurier) در دنیای ادبیات شناخته شده‌است، بود. او رمان نویس و نمایشنامه نویس معروف بریتانیایی است که بیش‌تر شهرتش را مدیون رمانِ ربه‌کا (۱۹۳۸) می‌باشد. هم‌چنین داستان کوتاه او به‌نام پرندگان نیز معروف است. بعدها این دو رمان و رمان دیگرش به نام مهمان‌خانه جامائیکا توسط آلفرد هیچکاک به فیلم تبدیل شدند.
کورن وال، محلی که این نویسنده به آن ارادت و علاقه فراوانی داشت به‌عنوان لوکیشن بسیاری از رُمان‌های او مورد استفاده قرارمی‌گیرد. او در جایی نوشته‌است: «کورن وال» به او آزادی نوشتن، پرسه زدن، راه رفتن و… تنها بودن را داده‌است.
دوموریه از خواهران برونته به‌عنوان دو تن از نزدیک‌ترین الهام‌دهندگان ادبی خود یادمی‌کند و بهترین کار او یعنی ربه‌کا (رمان) با رمانتیسیسم گوتیکِ مشابهی هم‌چون آثار آن‌ها نوشته شده‌است. او در سال ۱۹۶۱ یک اثر بیوگرافی از «بران ول»، برادر خواهران برونته نوشت.
بیش‌تر آثار دوموریه در تئاتر و سینما مورد اقتباس قرار گرفته‌اند. اورسون ولز با نمایشنامه‌ی رادیویی خود از ربه‌کا در سال ۱۹۳۸ که به نوبه‌ی خود الهام‌بخش نسخه‌ی سینمایی برنده‌ی اسکار هیچکاک از این رمان در سال ۱۹۴۰ بود، این جریان را باب‌کرد. در سال ۱۹۷۳ «نیکولاس روگ» یکی از آخرین داستان‌های کوتاه این نویسنده را به تریلری متافیزیکی به‌نام «حالا نگاه نکن» تبدیل‌کرد؛ درحالی‌که از یکی دیگر از داستان‌های کوتاه او به نام «پرندگان» توسط یکی از استادان برجسته سینما «آلفرد هیچکاک» فیلم معروف و تأثیرگذاری به همین نام در سال ۱۹۶۳ ساخته‌شد.

## زندگی
دافنه دوموریه در لندن متولد شد. او دومین فرزند از سه دختر بود. پدرش سر جرالد دوموریه هنرپیشه و مادرش موریل بیمونت نیز هنرپیشه بود.
پدر بزرگ او، جرج دوموریه یک نقاش و نویسنده بود.
خواهر بزرگ‌ترش «آنجلا» هم‌چنین نویسنده و خواهر کوچک‌ترش «جین» نیز نقاش بود. دافنه که اخلاقی پسرانه داشت، عزیزدردانه‌ی بابا بود.
او تحصیلات خود را در انگلستان گذراند و برای تکمیل معلومات خود به پاریس رفت. در پاریس شروع به نوشتن داستان‌های کوتاه نمود و در سال ۱۹۱۳ اولین رمان او به‌نام «روح دوست‌داشتنی» منتشر گردید و متعاقب آن دو رمان دیگر از او به چاپ رسید. اعتبار و اهمیت او با نوشتن بیوگرافی کامل و صحیح پدرش جرالد به‌نام «یک تصویر» و رمان معروفش «میکدهٔ جامائیکا» آشکار شد. با انتشار «ربه‌کا» در سال ۱۹۳۸ جزو بزرگ‌ترین و معروف‌ترین نویسندگان معاصر شد. او و خانواده‌اش بیش از بیست سال در منابیلی اقامت‌کردند و اکثر آثارش را در همان‌جا نوشته‌است. دافنه دوموریه با سِر فردریک برونینگ که از اُمرای نیروی هوائی انگلستان بود و مدت‌ها سمت فرماندهی گارد محافظت از کاخ سلطنتی و آجودانی دوک اینبورگ را داشته است، ازدواج کرد. زمانیکه با براونینگ ازدواج کرد، ۲۵ ساله بود و براونینگ ۳۵ ساله.
براونینگ که اهل قایق‌سواری بود پس از خواندن «روح زنده»، اولین رمان دوموریه عاشق او و توصیف‌های دقیقش شد. زندگی زناشویی این دو، پایدار بود و سه فرزند به نام‌های تسا، فلاویا و کریستین (کیتس) داشتند.
دوموریه پسرش را از دخترهایش بیشتر دوست داشت و رفتار تندی با دخترهایش داشت. اغلب اوقات پرستارهای بچه‌ها، از آن‌ها نگهداری می‌کردند و دوموریه مشغول نوشتن بود. از طرفی گفته می‌شود دوموریه مردم‌گریز بود و از حضور در جمع پرهیز می‌کرد.
پسر دافنه دوموریه می‌گوید حسادت مادرش منجر به خلق «ربه‌کا» یکی از شاهکارهای ادبیات معاصر شده است.
دافنه دوموریه جایی در یادداشت‌هایش درباره طرح رمان «ربه‌کا» نوشته است: «این کتاب احتمالاً درباره‌ی تاثیر و نفوذ همسر اولِ یک مرد بر زندگی همسر دوم اوست. تا آنجا که شب و روزِ زن دوم کابوسی می‌شود... تراژدی در همین نزدیکی‌هاست و بعد، بوم! یک اتفاقی می‌افتد.»
کیتس براونینگ، پسر دوموریه در خانه‌ای در فری‌ساید، در کورن‌وال که از دهه ۱۹۲۰ در اختیار خانواده دوموریه بوده، درباره این رمان می‌گوید: «همان کلیشه قدیمی. این داستان خیلی عالی است. و هنوز هم خیلی بیشتر از دیگر کتاب‌های او می‌فروشد.» ماهی چهار هزار نسخه از این کتاب به فروش می‌رود و هرگز چاپ آن متوقف نشده‌است.
براونینگ که فیلمساز و عکاس است، اولین بار رمان را «برای نکات بصری» آن خوانده اما بعدها باز هم سراغ آن رفته «و هربار چیزی متفاوت» در آن پیدا کرده‌است.
او میگوید مادرش در سال ۱۹۳۷ پس از سفر به مصر به همین خانه بازگشته است. دوموریه مدتی در مصر زندگی می‌کرد چون شوهرش سرگرد براونینگ، فرمانده‌ی گردانی مستقر در اسکندریه بوده. دوموریه در مصر طرح نوشتن رمان «ربه‌کا» را می‌نویسد و پس از بازگشت به فری‌ساید دست به قلم می‌شود و فضای این خانه به شدت روی رمان تاثیر می‌گذارد.
راوی رمان، زنی جوان و بدون نام است که رفتارهای همسر دمدمی‌مزاجش ماکسیم دووینتر، ملّاکی ثروتمند او را سردرگم کرده‌است. او از آن مردهایی است که می‌گوید: «ازت می‌خوام که با من ازدواج کنی جوجه فسقلی!» همسر اول او که ربه‌کا نام دارد در جریان سانحه‌ی قایق‌سواری غرق شده اما روح او خانه را ترک نکرده‌است و در جای‌جای خانه و همچنین در رفتار خانم دانورس، خدمتکار عمارت می‌شود حضور او را حس کرد.
رمان در اوت سال ۱۹۳۸ منتشر شد و توجه مردم را به خودش جلب کرد، کتاب، خبر از حادثه‌ای قریب‌الوقوع می‌داد که شبیه خبر جنگ زودرس در سال‌های پیش از شروع جنگ جهانی دوم بود. این رمان درباره یک زن مُرده و یک خانه است، و هر دوی این‌ها برگرفته از زندگی شخصی خود نویسنده هستند.
«مادرم از اینکه مدام اینقدر درباره این رمان حرف می‌زدند و آن‌را رمانتیک و عاشقانه توصیف می‌کردند، جان به لب شده بود. به گفته خودش این رُمان درباره‌ی حسادت بود.»
منبع الهام رمان دوموریه، حسادت او به جان ریکاردو، اولین نامزد همسرش بوده. پسرش درباره‌ی این نکته می‌گوید: «یادم می‌آید یکی دو بار با کارت‌پستال‌های او برخورد کرده‌بود، البته چیز خاصی نبودند، امضایش هنوز یادم است، حرف R فاملیش را خیلی زیبا نوشته بود.»
دوموریه درباره‌ی نام رمان نوشته: «عنوان کتاب «ربه‌کا» باید مشکی باشد و خیلی برجسته به نظر بیاید، حرف R باید کشیده نوشته شود و بزرگتر از سایر حروف باشد.» براونینگ می‌گوید ریکاردو بعداً با انداختن خودش زیر قطار خودکشی کرد، هرچند مرگ او هیچ ربطی به ازدواج والدینش نداشته است.
عمارت مندرلی در رمان، الهام گرفته از «میلتن هال» در کمبریج‌شایر است که دوموریه در جوانی‌اش از آن دیدار کرده بود، هرچند او محل عمارت را به خانه‌ای جنگلی خارج از «فوی» (که خودش آن را اجاره کرده بود) تغییر داده بود، جایی‌که خانواده پس از فری‌ساید به آن نقل مکان کرد.
براونینگ درباره اهمیت مکان برای دوموریه توضیح می‌دهد: «همیشه می‌گفت که مکان‌ها بسیار مهم‌تر از آدم‌ها هستند. و حتی وقتی در مصر بود، اعتراف کرده بود دلش برای خانه بیشتر از فزندانش تنگ می‌شد.»
حتی شخصیت خانم دانورس هم از زنی در میلتن هال الهام گرفته شده بود: «او زنی خدمتکار و بلندقد و تیره‌پوش بود. این زن‌ها حتی اگر شوهر هم نکرده باشند، خانم خطاب می‌شوند. مثل خانم هادسن در داستان‌های شرلوک هلمز. مادرم برای اولین بار، این زن با ن نگاه شومش را آن‌جا می‌بیند. به نظرم حتی با هم صحبت هم نکردند، همان نگاه برای مادرم کافی بود.»
آلفرد هیچکاک براساس رمان «ربه‌کا» فیلمی جاودانه به همین نام ساخت و براونینگ نکته جالبی درباره این فیلم فاش کرد: «بامزه است که در فیلمنامه نام شخصیت راوی «من» نوشته شده اما سرِصحنه همه او را «دافنه» صدا می‌زدند.»
براونینگ درباره شباهت مادرش با دو زن رمان می‌گوید: «مادرم شبیه هر دو بود، اما بیشتر شبیه ربه‌کا بود، مخصوصا در قایق‌سواری. اما راستش اصلاً بدطینتی او را نداشت. جالب است اگر دقت کنید می‌بینید تنها حرف‌های بدی که درباره ربه‌کا زده می‌شود از زبان شوهرش است.»
در فیلم برنده اسکار هیچکاک که سال ۱۹۴۰ ساخته شد نقش شوهر را لارنس اولیویه بازی کرد. «مادر عاشق فیلم بود. به نظرش اولیویه عالی بود.»
براونینگ درباره‌ی مادرش می‌گوید: «او خیلی بامزه بود. به عنوان مادر و مادربزرگ بی‌نظیر بود و از همه ما زندگی را راحت‌تر می‌گرفت. او عادت داشت با بچه‌ها کریکت و فوتبال بازی کند. اما هیچ‌چیز به اندازه حریم شخصی‌اش برایش مهم نبود.»

دوموریه سال ۱۹۸۹ درگذشت و از آن زمان مسئولیت آثار او برعهده کیتس براونینگ است. از «ربه‌کا» اقتباس‌های سینمایی و ادبی بسیاری شده و قرار است به زودی فیلم دیگری براساس آن ساخته شود: «قرار است فیلمی درست و حسابی براساس کتاب ساخته شود. من برای نقش مرد فقط به کالین فرث فکرمی‌کنم. برای نقش خانم دانورس هم یا باید مریل استریپ را داشت با گلن کلوز را. و راستی نمی‌شود رمان را امروزی کرد.»

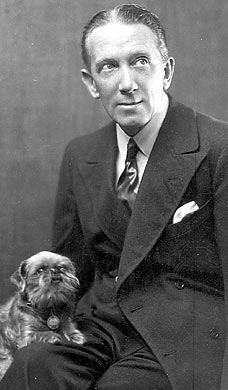
جرالددوموریه هنرپیشه همراه سگ - پدر دافنه دوموریه

## آثار
| سال انتشار | عنوان در ایران | نوع اثر       | عنوان اصلی |
| ---------- | --- | ------------- | --- |
| ۱۹۳۱       | زنجیر عشق / روح دوستداشتنی | داستان        | The Loving Spirit |
| ۱۹۳۲       | جوانی از دست رفته | داستان        | I'll Never Be Young Again |
| ۱۹۳۳       | تجارت ننگ / جولیوس | داستان        | The Progress of Julius / Julius |
| ۱۹۳۴       | - | ناداستان      | Gerald: A Portrait |
| ۱۹۳۶       | میکده⁬ ژامائیک / مهمانسرای جامائیکا / مهمانخانه جامائیکا / مسافرخانه جامائیکا | داستان        | Jamaica Inn |
| ۱۹۳۷       | - | ناداستان      | The du Mauriers |
| ۱۹۳۸       | ربه‌کا / ربکا | داستان        | Rebecca |
| ۱۹۴۰       | ربه‌کا / ربکا | نمایشنامه     | Rebecca |
| ۱۹۴۰       | - | داستان کوتاه  | Happy Christmas |
| ۱۹۴۰       | ارمغان جنگ | مجموعه داستان | Come Wind, Come Weather 1. A word to America 2. Come wind, come weather 3. The admiralty regrets 4. George and Jimmy 5. Over the ration books 6. A nation's strength 7. A miner's tale 8. Physician, heal thyself 9. Spitfire Megan 10. London, 1940 11. Mrs. Hill and the soldiers 12. In a London air-raid shelter 13. Epilogue |
| ۱۹۴۱       | دونا | داستان        | Frenchman's Creek |
| ۱۹۴۳       | تل گرسنه / سایهٔ یک فرشته | داستان        | Hungry Hill |
| ۱۹۴۵       | - | نمایشنامه     | The Years Between |
| ۱۹۴۶       | عشق ژنرال / تقدیر چنین بود | داستان        | The King's General |
| ۱۹۴۸       | - | نمایشنامه     | September Tide |
| ۱۹۴۹       | انگل‌ها | داستان        | The Parasites |
| ۱۹۵۱       | دختر عمویم راشل / دختر عموی من راشل | داستان        | My Cousin Rachel |
| ۱۹۵۱       | - | ناداستان      | The Young George du Maurier: a selection of his letters 1860–67 |
| ۱۹۵۲       | پرندگان / ناشناس، مرا ببوس 1. پرندگان 2. آنا / کوهسار حقیقت / کوهسار عشق و حقیقت / کوهستان مونت وریتا 3. درخت سیب 4. عکاس ناچیز 5. ناشناس / ناشناس، مرا یکبار دیگر ببوس / باز مرا ببوس 6. پیرمرد                 | مجموعه داستان | The Apple Tree / (US) Kiss Me Again, Stranger 1. The Birds 2. Monte Verità 3. The Apple Tree 4. The Little Photographer 5. Kiss Me Again, Stranger 6. The Old Man |
| ۱۹۵۴       | ماری آن / تنهایی: ماری آن | داستان        | Mary Anne |
| ۱۹۵۷       | سپربلا / بلاگردان | داستان        | The Scapegoat |
| ۱۹۵۹       | - | مجموعه داستان | Early Stories 1. Panic 2. La Sainte-Vierge 3. A Difference in temperament 4. And Now to God the Father 5. Adieu Sagesse 6. Frustration 7. Piccadilly 8. Tame Cat 9. Mazie 10. The Supreme Artist 11. Angels and Archangels 12. Indiscretion 13. Fairy Tale 14. The Closing Door                                                   |
| ۱۹۵۹       | لنز آبی / عدسی‌های آبی 1. بهانه 2. عدسی‌های آبی 3. گانیمد 4. دریاچه 5. شوکا 6. نجیب‌زادگان | مجموعه داستان | The Breaking Point / The Blue Lenses 1. The Alibi 2. The Blue Lenses 3. Ganymede 4. The Pool 5. The Archduchess 6. The Menace 7. The Chamois 8. The Lordly Ones |
| ۱۹۶۰       | دنیای جهنمی | ناداستان      | The Infernal World of Branwell Brontë |
| ۱۹۶۱       | - | داستان        | Castle Dor |
| ۱۹۶۳       | (بازنشر مجموعه داستان درخت سیب با عنوان جدید) | مجموعه داستان | The Birds and Other Stories |
| ۱۹۶۳       | مادام دووال | داستان        | The Glass-Blowers |
| ۱۹۶۵       | پرواز عقاب / پرواز شاهین | داستان        | The Flight of the Falcon |
| ۱۹۶۷       | - | ناداستان      | Vanishing Cornwall |
| ۱۹۶۹       | ایزولدا / خانه‌ای در ساحل / اسرار خانه ساحلی | داستان        | The House on the Strand |
| ۱۹۷۱       | بعد از نیمه‌شب هرگز / بعد از نیمه‌شب / حالا نگاه نکن: پیشرفت غیرمنتظره / حالا نگاه نکن 1. حالا نگاه نکن / اضطراب / به عقب نگاه مکن 2. بعد از نیمه‌شب هرگز / بعد از نیمه‌شب 3. پیشرفت / دستاورد 4. راه مسیح 5. در مرز | مجموعه داستان | Not After Midnight / Don't Look Now 1. Don't Look Now 2. Not After Midnight 3. The Breakthrough 4. The Way of the Cross 5. A Border Line Case |
| ۱۹۷۲       | ماد / ماد، یا، غول ماورای اقیانوس | داستان        | Rule Britannia |
| ۱۹۷۵       | - | ناداستان      | Golden Lads: Sir Francis Bacon, Anthony Bacon and their Friends |
| ۱۹۷۶       | - | ناداستان      | The Winding Stair: Francis Bacon, His Rise and Fall |
| ۱۹۷۷       | - | ناداستان      | Growing Pains – the Shaping of a Writer / Myself When Young – the Shaping of a Writer |
| ۱۹۸۰       | راز زندگی یک زن و داستان‌های دیگر / رازهای زندگی یک زن / راز یک زن 1. راز زندگی یک زن / بی‌دلیل 2. هنرپیشه 3. یک لحظه از ابدیت                                                                                     | مجموعه داستان | The Rendezvous and Other Stories 1. No motive 2. Panic 3. The supreme artist 4. Adieu sagesse 5. Fairy tale 6. The rendezvous 7. La Sainte-Vierge 8. Leading lady 9. Escort 10. The lover 11. The closing door 12. Indiscretion 13. Angels and archangels 14. Split second                                                        |
| ۱۹۸۷       | (شامل ۶ داستان منتخب از داستان‌های قبلی) | مجموعه داستان | Classics of the Macabre / Echoes from the Macabre: Selected Stories 1. Don't Look Now 2. The Birds 3. The Apple Tree 4. The Alibi 5. Not After Midnight 6. The Blue Lenses |
| ۱۹۸۹       | - | ناداستان      | Enchanted Cornwall |
| ۲۰۱۱       | - | مجموعه داستان | The Doll: The Lost Short Stories 1. East Wind 2. The Doll 3. And Now to God the Father 4. A Difference in Temperament 5. Frustration 6. Piccadilly 7. Tame Cat 8. Mazie 9. Nothing Hurts for Long 10. Week-End 11. The Happy Valley 12. And His Letters Grew Colder 13. The Limpet                                                |